# Катиноны

Скелетная формула катинона

Общая химическая структура замещённых катинонов, где R1-R4 — водород или любая комбинация одного или нескольких алкильных, алкокси-, алкилендиокси-, галогеналкильных или галогенидных заместителей или включение в циклическую структуру (см. также список катинонов)

Катино́ны — производные катинона (β-кетоамфетамина, β-кето-α-метил-фенилалкиламина), подкласс амфетаминов:187 и фенилэтиламинов. Обладают психостимулирующим действием, на пике интоксикации способны вызывать галлюцинаторные нарушения, острые паранойяльные нарушения психотического уровня, развитие делириозных нарушений, аффективные расстройства, сопоставимые с кокаином, МДМА и другими наркотическими веществами с амфетамин-подобным эффектом. Во время своего появления на теневом рынке в конце 2000-х годов данные вещества позиционировались как «соли для ванн» и т. п. Последние клинические исследования свидетельствуют о дизрегуляторном влиянии синтетических катинонов на центральную моноаминовую систему, что является одним из основных механизмов их действия и лежит в основе поведенческих нарушений вследствие употребления:29.

## История

### Кат и катинон

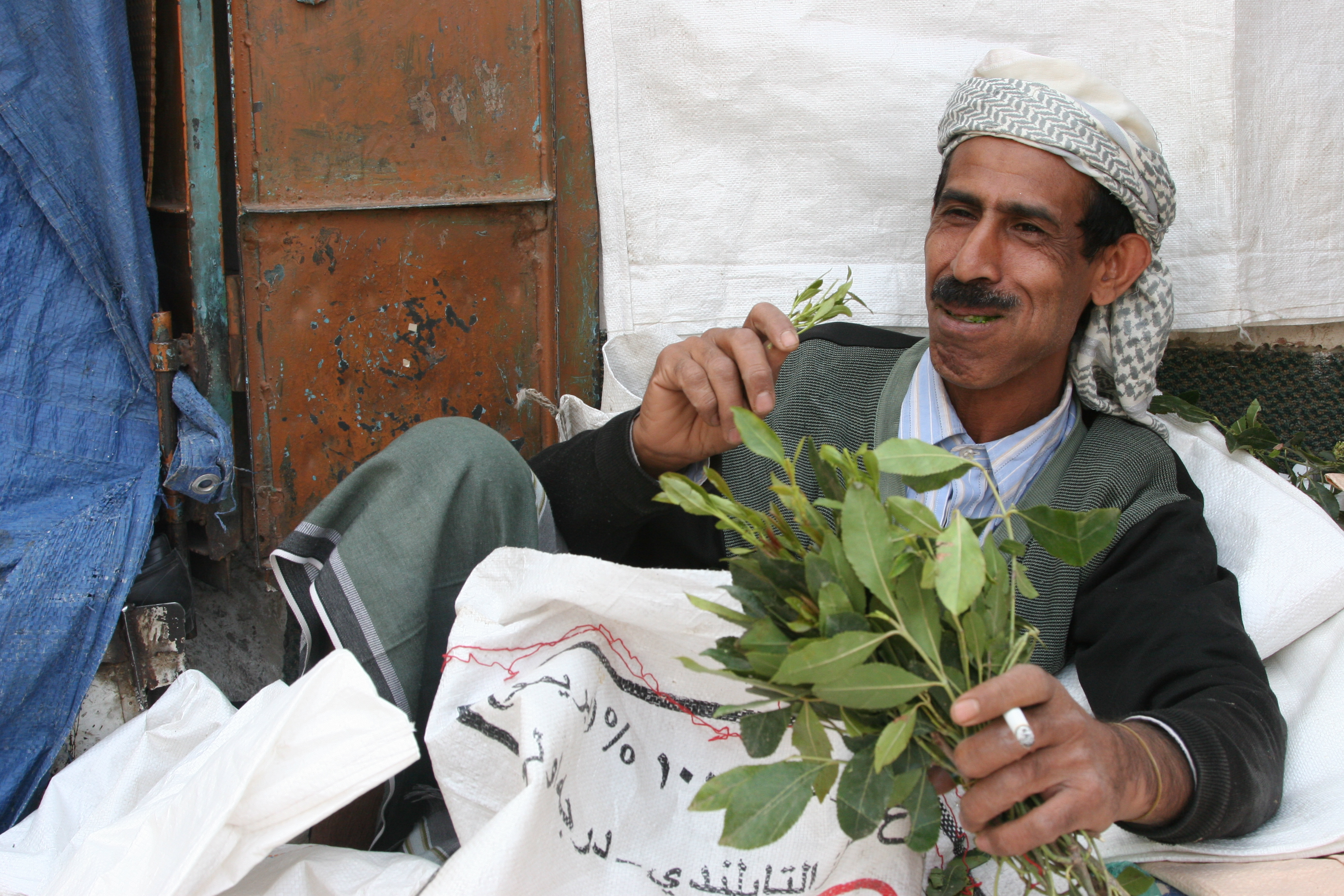
Употребление ката в Йемене

Под огромным многообразием наркотических веществ, входящих в данную группу, скрываются синтетические аналоги алкалоидов с психоактивными свойствами, содержащихся изначально в листьях ката (Catha edulis) — вечнозелёного кустарника, который растёт в ряде стран Восточной Африки (Сомали, Кения, Эфиопия, Джибути) и Аравийского полуострова (Йемен, Саудовская Аравия):31. На протяжении веков в этих регионах была сформирована традиция многочасового жевания свежих листьев ката, особенно во время тяжёлой монотонной работы, скорее всего с целью стимуляции активности. Однако описывается и употребление листьев ката в рекреационных и религиозных целях:63, например их добавляют в кофе и таким образом заменяют запрещённый исламскими канонами алкоголь:31.
Датой открытия ката считается XIII век, когда арабский врач Нагиб ад-Дин стал давать его солдатам для снятия усталости. Ад-Дин, возможно, был первым, кто давал воинам психостимуляторы, а его опыт в дальнейшем стали использовать многие, в чьи задачи входило повышение эффективности войск на поле боя. Впервые кат попал в поле зрения европейцев в 1762 году, когда ботаник Питер Форскаль увидел это растение на склоне одной из гор в Йемене:31.
В 1852 году английский хирург Джеймз Вон опубликовал свои зарисовки о жевании ката в «Фармацевтическом вестнике». При употреблении ката в больших дозах его эффект сравним с эффектом амфетаминов. Обычная доза составляет 100—200 г листьев и стеблей, разжёванных за 3—4 часа. Африканские солдаты в своих самоотчётах после употребления ката, отмечали у себя повышение воинской бдительности (паранойяльная настороженность), улучшение концентрации внимания, повышение ощущения боевого братства (повышение эмпатии), а также ускорение мыслительного процесса:31.
В листьях ката содержится ряд алкалоидов с психоактивным действием, ведущую роль в их списке занимают катинон (норэфедрон, (-)α-аминопропиофенон) и катин (D-норпсевдоэфедрин):31. Впервые катин был выделен из растения в 1930 году Вульфсом. В 1961 году Г. А. Аллес с соавторами описал, что катин обладает выраженным стимулирующим действием. Учитывая высокий интерес к психоактивным веществам в то время, кат и катин были предметом крупной статьи в The New York Times. Однако вскоре было показано, что эффект ката резко снижается при хранении, так как катин сохраняется только в свежих листьях или экстракте растения. В то же время, было отмечено, что даже на фоне длительного хранения экстракт листьев ката вызывал эффекты одурманивания, что позволило предположить наличие других психоактивных веществ, помимо катина. В 1979 году под эгидой ООН была проведена серия исследований, завершившихся окончательной идентификацией более сорока алкалоидных компонентов в листьях ката, в том числе катинона:63.
Как катинон, так и катин, при поступлении в организм препятствуют обратному захвату норадреналина и дофамина в синаптической щели, что в конечном итоге приводит к росту концентрации последних, и как следствие — развитию стимулирующего и эйфоризирующего эффектов:31. Катинон, подобно амфетамину, обусловливает симпатомиметические эффекты, включая тахикардию и артериальную гипертензию. Регулярное жевание листьев связано с повышенным риском возникновения инфаркта миокарда, дилатационной кардиомиопатии и язвенной болезни двенадцатиперстной кишки:188.

### Синтетические катиноны

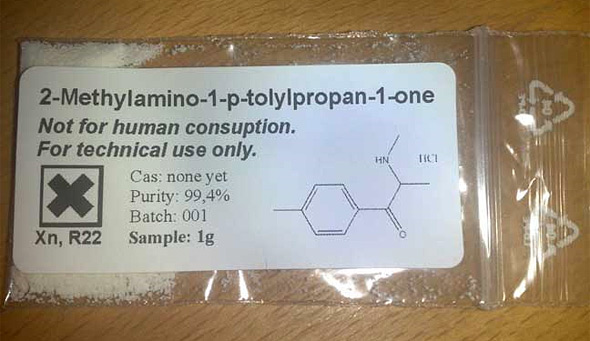
Зиплок-пакет с мефедроном времён, когда он продавался полулегально под видом «соли для ванн». Надпись: «Не для употребления человеком. Только для технического использования. Чистота: 99,4 %».

Химическая структура и синтез некоторых синтетических катинонов известны со второй четверти XX века, но лишь сравнительно недавно появились сообщения о возможности развития зависимости от данных веществ:31. Многие вещества, называемые в настоящее время синтетическими катинонами, были первоначально исследованы как аноректические агенты или центральные стимуляторы, запатентованные, прежде всего, фармацевтической промышленностью в 1960-е годы или ранее:63.
Меткатинон (эфедрон), являющийся метилированным аналогом катинона, впервые синтезирован в 1928 году. Синтез мефедрона (4-метилметкатинона) впервые был описан в 1929 году:31, α-PVP (α-пирролидиновалерофенона) — в 1963 году:316, MDPV (метилендиоксипировалерона) — в 1967 году:31. Производные катинона использовали в качестве антидепрессантов в СССР в 1930-х годах. Такой препарат как пировалерон был исследован во Франции и США, в 1970 году его использовали в качестве стимулятора у пациентов с хронической усталостью. Исследования показали стимулирующее действие препарата на ЦНС и выявили повышенную двигательную активность у добровольцев:188. Метилон (3,4-метилендиоксиметкатинон) был синтезирован в 1996 году:31. Меткатинон явился первым синтетическим катиноном, о злоупотреблении которым начали сообщать в начале 1990-х годов. О случаях развития зависимости от других катинонов до начала 2000-х годов не сообщалось:31.

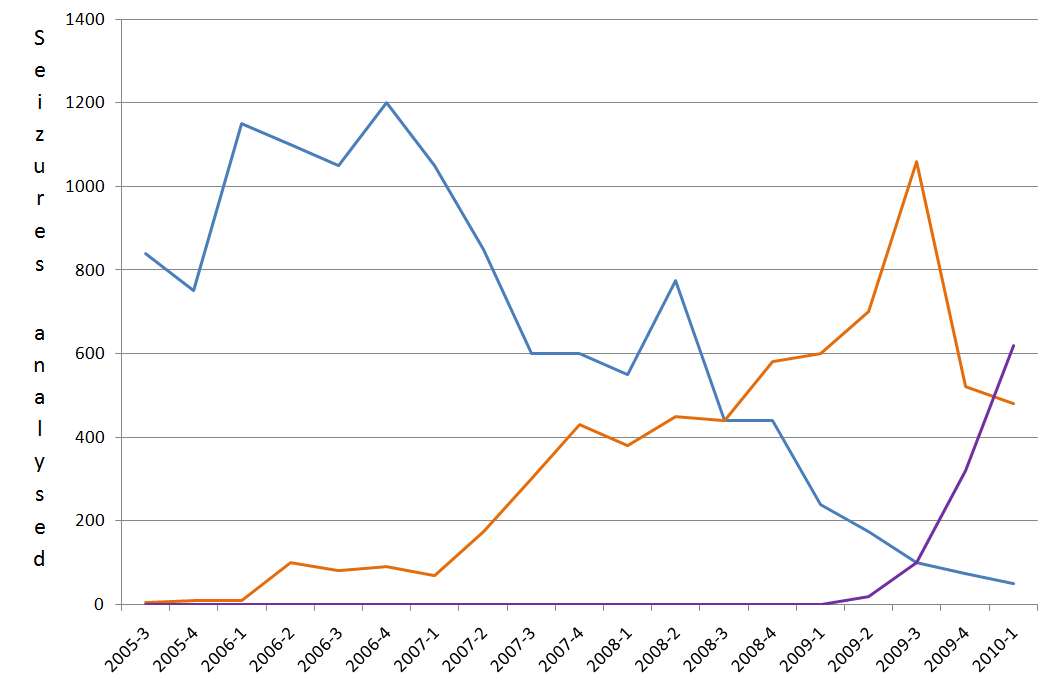
Количество проанализированных Службой судебно-медицинской экспертизы Великобритании изъятых образцов МДМА, пиперазинов и катинонов в период с третьего квартала 2005 года по первый квартал 2010 года: изъятия МДМА выделены синим цветом, пиперазинов — оранжевым, а катинонов — фиолетовым. Мефедрон составлял 88 % всех изъятых катинонов во второй половине 2009 года.

Синтетические катиноны в Европе были впервые обнаружены в 2004 году, а в России — в 2010 году. По состоянию на 2018 год были идентифицированы 103 новых разновидностей синтетических катинонов, из которых 57 — в 2014—2016 годах. Согласно отчётам Управления ООН по наркотикам и преступности 2016 года, количество случаев обнаружения синтетических катинонов увеличилось со 142 в первой половине 2010 года до 7997 в первой половине 2015 года:4. В дальнейшем, в связи с быстрым распространением новых психоактивных веществ в Великобритании о катинонах стали писать как в медицинских журналах, так и в обычной прессе. С появлением мефедрона на теневом рыке в конце 2007 года он стал наиболее распространённым синтетическим катиноном в Западной, а затем в Восточной Европе. MDPV и метилон получили наибольшее распространение в США:31.
Синтетические катиноны в конце 2000 — начале 2010 годов с целью обхода действующего законодательства продавали под видом ароматических «солей для ванн», «минеральных добавок» и других технических средств, которыми они никогда не являлись. Название соли до сих пор употребляется по отношению к синтетическим катинонам:30. Также они продавались под видом таблеток экстази:31. Чаще всего катиноны были синтезированы и упакованы в Китае и/или Индии и предназначены для продажи на европейском рынке, а также на территории России:188. Синтетические катиноны, наряду с синтетическими каннабиноидами, преобладали среди новых психоактивных веществ в эти годы. В этот период чаще в продаже находилась смесь из нескольких синтетических катинонов, чем одно вещество. Если в результате лабораторных тестов удавалось типировать одно вещество, то это чаще был MDPV. Также широкое распространение получили мефедрон, бутилон, пировалерон, метедрон, метилон, меткатинон:38.
В Великобритании синтетические катиноны были наиболее популярны в период между 2009 и 2010 годами:32. До 2009 года британская Национальная информационная служба ядов не фиксировала телефонных запросов, связанных с синтетическими катинонами. Однако за период с 2009 по 2010 год число запросов относительно синтетических катинонов и их производных выросло с ноля до более чем 600:32 и сравнялось с числом звонков по поводу кокаина и МДМА. Синтетические катиноны стали популярными для использования вследствие своего юридического статуса «легальны»:187. К 2010 году мефедрон стал третьим наиболее распространённым наркотиком в Великобритании:32. В онлайн-опросе британских завсегдатаев ночных клубов, выполненном в 2009 году, 43 % сообщили, что они использовали мефедрон по крайней мере однажды:188. По данным за 2010 год около 20 % студентов и учащихся британских школ, колледжей, университетов в возрасте от 14 до 20 лет при анкетировании указали, что пробовали мефедрон. К 2012 году на территории Соединённого Королевства было зарегистрировано 128 летальных случаев, связанных непосредственно с употреблением мефедрона:32.

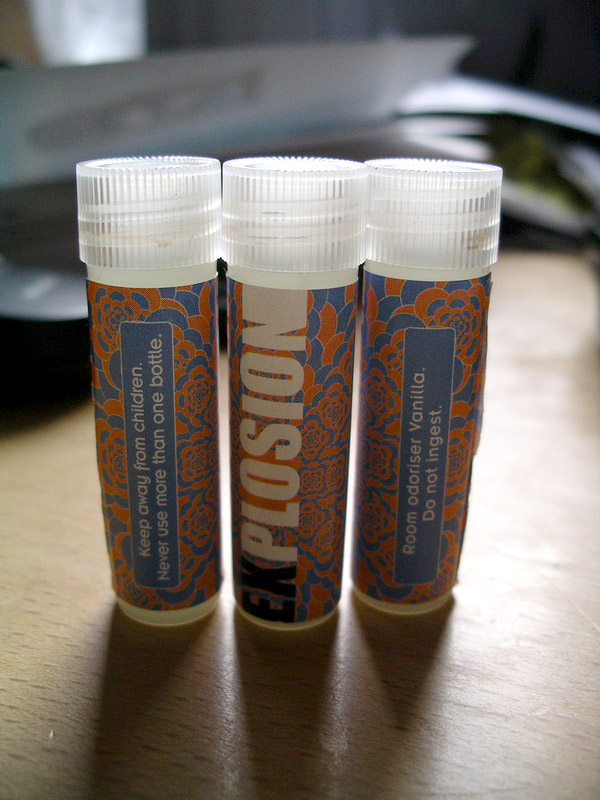
Баночки с метилоном. Надписи: «„Взрыв“. Ароматизатор помещений. Не проглатывать. Хранить в местах, недоступных для детей. Ни при каких условиях не использовать более одной банки».

В США, согласно отчёту Национальной информационной системы лаборатории судебной экспертизы (NFLIS), частота типирования синтетических катинонов возросла с 34 случаев в 2009 году до 628 случаев в 2010 году. К началу 2011 года по данным NFLIS, MDPV стал пятым по степени распространения наркотиком на территории США, а метилон вышел на одиннадцатое место среди галлюциногенов. В то же время, по данным токсикологического центра обработки звонков, обращаемость населения США в связи с употреблением «солей для ванн», выросла с 304 обращений в 2010 году до 6136 обращений в 2012 году, когда оно начало снижаться:32:188. Согласно данным экспертов Консорциума токсикологии США, общая доля обращений, связанных с токсическими реакциями после употребления «солей для ванн», среди всех случаев, составила 12 % в 2011 году:32. Распространённость употребления синтетических катинонов в США среди учеников 12-х классов в 2012 году составила 1,3 %, в школах Германии — схожие показатели — 2 %:188.
На рубеже 2000/2010-х годов синтетические катиноны первой волны были запрещены по всему миру:30. После этого подпольные производители заполнили нелегальный рынок новыми аналогами запрещённых веществ:100:210, с ещё большим наркогенным потенциалом:101: нафирон (нафтилпировалерон, основа смеси NRG-1):210, 4-MEC (4-метил-N-этилкатинон, основа смеси NRG-2):210:100, 4-MePPP (4-MPPP, 4'-метил-α-пирролидинопропиофенон), α-PVP (α-пирролидиновалерофенон):100 и др.. Причём под одним и тем же торговым названием могли скрываться совершенно разные вещества:211. В 2010-х годах в некоторых странах были приняты законы, запрещающие все аналогичные вещества разом. Тем не менее, мировой рост потребления синтетических катинонов продолжает стремиться вверх:4:32.
Присутствие α-PVP на европейских рынках отмечается с 2012 года:316. Если в 2015 году он был выявлен только в одной биопробе, доставленной в химико-токсикологическую лабораторию Ленинградского областного наркодиспансера в ходе проведения медосвидетельствования на состояние опьянения или определения токсических веществ при острых отравлениях пациентов, поступивших в районные больницы Ленинградской области, то в 2018 году он был найден уже в 71 пробе:317.

## Медицинское употребление

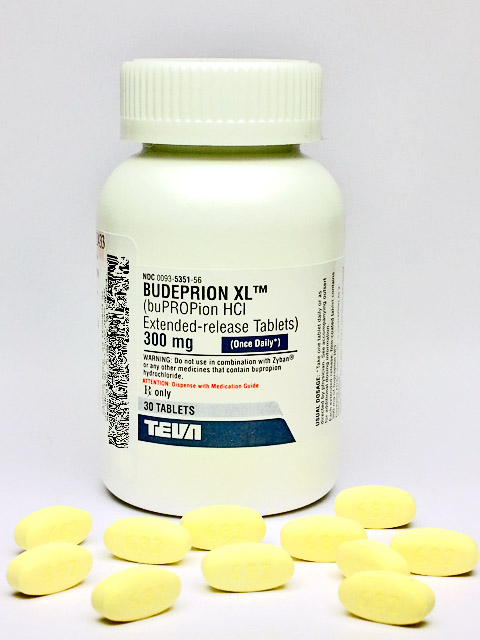
Банка и таблетки 300 мг гидрохлорида бупропиона от транснациональной фармкомпании Teva

Некоторые синтетические катиноны использовались или используются в качестве лекарственных средств: например, амфепрамон (диэтилпропион, диэтилкатинон) — анорексигенное средство; бупропион (велбутрин, зибан, амфебутамон) — антидепрессант, применяемый также для лечения никотиновой зависимости; пировалерон (центротон, тимерджикс) — используется для лечения хронической усталости или сонливости, а также в качестве анорексигенного средства. При легальности в некоторых странах, в других, в том числе в России, они относятся к наркотическим веществам и их оборот ограничен.

## Рекреационное употребление

### Желаемые эффекты
Потребители ищут в синтетических катинонах психостимулирующие эффекты сходные с действием кокаина, МДМА и других амфетаминоподобных наркотических веществ:30. Желаемые эффекты, по словам пользователей синтетических катинонов, включают:
увеличение энергии:188, увеличение двигательной активности, возникновение потребности передвигаться и что-либо делать:189, повышение выносливости:63, снижение аппетита:63;
наличие ясного мышления:189, усиление произвольного внимания, ускорение темпа речи:63;
повышение состояний сочувствия и открытости:188, уменьшение враждебности, улучшение настроения:189, эйфорию:189, стремление к общению:63, усиление чувственного восприятия:63, в том числе усиление восприятия музыки:189;
увеличение либидо:188 и сексуальной активности:189.

### Методы употребления и дозировки

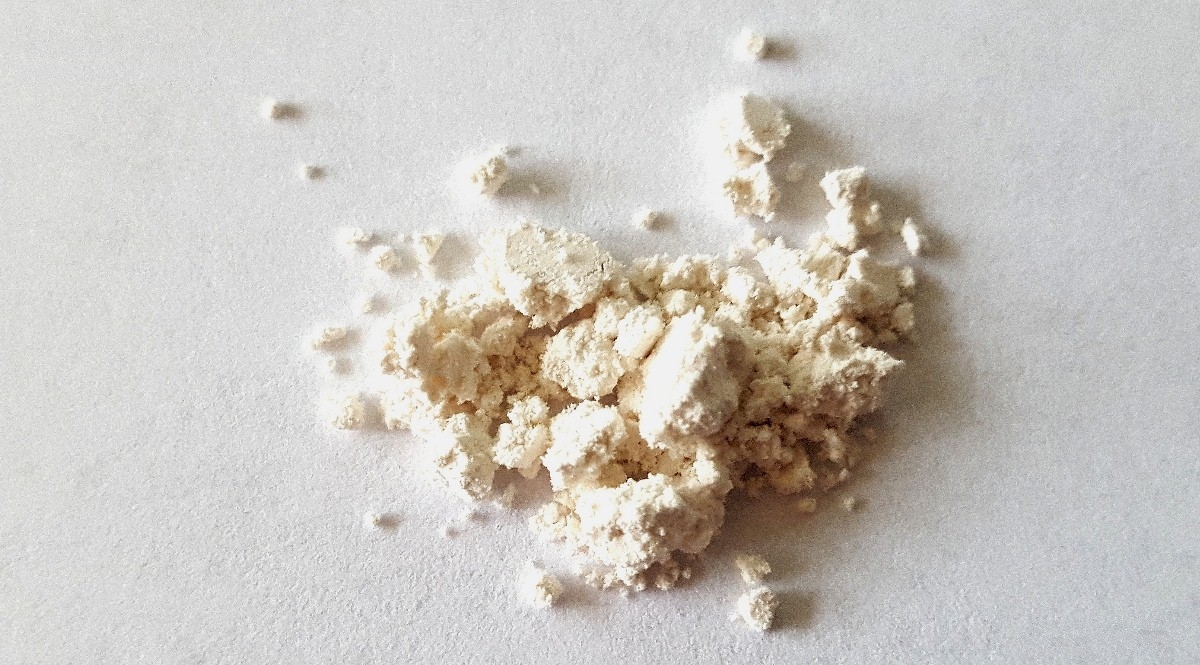
Порошок метилона

Синтетические катиноны могут быть приобретены в трёх основных формах: порошок (чаще всего), таблетки и капсулы. Синтетические катиноны обычно принимают двумя способами: интраназально (путём вдувания порошка через нос) и путём проглатывания:38. «Бомбёжка» — метод глотания, посредством которого порошок обёртывается в папиросную бумагу и проглатывается:188:38. Также катиноны могут употребляться ректально, вагинально, путём внутривенных и внутримышечных инъекций:38. Альфа-ПВП часто употребляется посредством курения, большинство же катинонов быстро разрушаются при нагревании:38-39.
При интраназальном употреблении, действие наркотика на организм начинается через 5, максимум, через 20 минут. Спустя 15—30 минут действие наркотического вещества достигает своего пика, после чего действие переходит в фазу плато, а максимальная длительность составляет около 2 часов. После минования фазы плато, действие наркотического вещества ослабевает, данный период длится от 30 до 60 минут. Суммарная длительность всех эффектов после употребления находится в пределах от 2 до 3,5 часов. По некоторым данным после перорального употребления действие вещества начинается через 15—30 минут и может суммарно продолжаться до семи часов:39.
Из интервью наркоманов, проходящих лечение, стало известно о весьма обширном диапазоне дозировок, которые варьируют от нескольких миллиграммов до более чем 1 г:188. Средняя доза синтетических катинонов, употребляемая за один вечер в ночном клубе варьирует от 25 мг до 9 г и как правило зависит от конкретного вещества, путей употребления, формы и качества наркотика:32:39. Потребители не могут знать точную концентрацию действующего вещества, содержащуюся в порошке, она зависит от производителя:188. «Наркотические сессии», согласно самоотчётам потребителей, могут длится от нескольких часов, до нескольких дней:36. Наркотики этой группы вызывают сильное влечение с постоянным желанием увеличить дозу: 80 % пользователей рассказали, что они приобретают больше мефедрона, чем первоначально планировали. Есть информация о людях, которые вводили себе более 10 разовых доз одна за другой:189.
Производители и продавцы утверждают, что «химическая чистота» продаваемых ими катинонов доходит до 99 %. Однако, при химическом анализе изъятых наркотиков «химическая чистота» составляет около 95 %, остальные цифры составляют примеси в виде: бензокаина, лидокаина, кофеина, различных пиперазинов, парацетамола:32.
Среди потребителей синтетических катинонов распространено использование нескольких групп веществ:188:32. О совместном употреблении катинонов с алкоголем, табаком, МДМА, марихуаной и кокаином:189:32 сообщили более 80 % респондентов. Все пациенты отделения реанимации, поступившие с диагнозом передозировки мефедрона, также использовали несколько наркотических веществ. Скрининговое исследование анализа мочи на наркотики показало, что в 16 из 17 случаев выявляются наркотики других групп. Посмертная токсикологическая экспертиза также часто показывает наличие наркотиков разных групп в исследуемом материале:189. Сочетанное употребление синтетических катинонов вместе с другими психостимуляторами (кокаин, МДМА и другие наркотические вещества с амфетаминоподобным действием) в основном распространено среди лиц, имеющих определённый стаж употребления наркотиков, синтетические катиноны применяются в данном случае для усиления действия других стимуляторов. Употребление синтетических катинонов совместно с другими стимуляторами, повышает токсичность последних, и увеличивает риск летального исхода:34.

### Распространённость

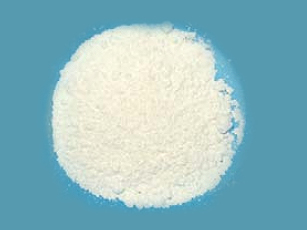
Порошок мефедрона

Синтетические катиноны являются одним из наиболее распространённых классов соединений на теневом рынке, потеснившим, наряду с синтетическими каннабиноидами, более «традиционные» психоактивные вещества:30:15, 28. Группа синтетических катинонов многочисленна, но их популярность среди потребителей чрезвычайно различна:316. Наиболее широко на нелегальном рынке представлены или были представлены следующие синтетические катиноны: MDPV (3,4-метилендиоксипировалерон), альфа-ПВП (α-PVP, α-пирролидинопентиофенон, альфа), метилон (3,4-метилендиоксиметкатинон):30, меткатинон (эфедрон):48, мефедрон (4-метилметкатинон):30, пентедрон (α-метиламиновалерофенон):48, флефедрон (2-, 3- или 4-фторметкатинон):52. Распространённость потребления синтетических катинонов в мировом масштабе изучена недостаточно:7.
В России по состоянию на 2019 год самыми популярными катинонами, намного опережая остальные, и одними из самых популярных веществ вообще являются α-PVP и мефедрон. Так в 2020 году из 220 детей, наблюдавшихся в государственной наркологической клинике в Омске, порядка 60 наблюдалось в связи с зависимостью от синтетических катинонов (в основном от мефедрона и α-PVP). Заметно отличие в их популярности между разными городами страны: так популярность α-PVP колеблется от 4,7 % в Нижнем Новгороде до 47,5 % в Севастополе, а мефедрона — от 6,3 % в Севастополе до 42,6 % в Омске (см. таблицу ниже). При этом употребление α-PVP гораздо чаще приводит к медицинским и юридическим проблемам:26.
|                  | Мефедрон | Гашиш | «Шишки» (соцветия конопли) | Амфетамин | Альфа-ПВП | Кокаин | Другие |
| ---------------- | -------- | ----- | -------------------------- | --------- | --------- | ------ | ------ |
| Волгоград        | 16,7     | 33,7  | 20.5                       | 9,4       | 15,3      | 1,2    | 3,2    |
| Воронеж          | 15,2     | 14,1  | 4,2                        | 27,3      | 22,0      | 2,0    | 15,2   |
| Екатеринбург     | 37,3     | 30,8  | 9,2                        | 5,0       | 10,1      | 1,7    | 5,9    |
| Казань           | 35,0     | 26,6  | 5,4                        | 6,5       | 13,4      | 4,6    | 8,6    |
| Калининград      | 7,7      | 12,0  | 11,3                       | 34,9      | 18,6      | 1,5    | 14,0   |
| Краснодар        | 27,6     | 11,5  | 17,9                       | 4,3       | 24,0      | 2,9    | 11,8   |
| Красноярск       | 9,1      | 23,5  | 12,4                       | 22,9      | 10,6      | 2,8    | 18,7   |
| Москва           | 21,8     | 20,5  | 15,4                       | 11,6      | 10,4      | 8,7    | 11,5   |
| Набережные Челны | 31,6     | 30,6  | 5,1                        | 8,1       | 13,6      | 0,7    | 10,3   |
| Нижний Новгород  | 32,1     | 26,1  | 12,7                       | 13,3      | 4,7       | 3,3    | 7,7    |
| Новосибирск      | 15,7     | 33,8  | 10,0                       | 13,0      | 10,5      | 2,3    | 14,7   |
| Омск             | 42,6     | 11,5  | 19,0                       | 3,6       | 11,7      | 0,8    | 10,8   |
| Пермь            | 30,0     | 19,0  | 5,7                        | 22,3      | 13,3      | 1,3    | 8,4    |
| Ростов-на-Дону   | 36,4     | 18,7  | 20,0                       | 6,5       | 7,8       | 2,2    | 8,4    |
| Самара           | 41,4     | 16,4  | 12,9                       | 8,0       | 13,5      | 1,3    | 6,5    |
| Санкт-Петербург  | 16,8     | 19,7  | 12,1                       | 14,9      | 19,6      | 4,1    | 12,9   |
| Севастополь      | 6,3      | 3,2   | 16,7                       | 16,2      | 47,5      | 0,1    | 10,0   |
| Сочи             | 31,8     | 22,6  | 12,4                       | 4,1       | 16,1      | 7,2    | 5,8    |
| Уфа              | 38,9     | 21,6  | 10,8                       | 9,8       | 11,0      | 0,7    | 7,2    |
| Челябинск        | 39,7     | 27,1  | 6,2                        | 6,0       | 13,1      | 0,4    | 7,5    |
| Ярославль        | 18,6     | 26,4  | 5,8                        | 23,2      | 11,6      | 1,4    | 13,0   |

## Побочные эффекты

### Общие сведения
Приблизительно 20 % пользователей отмечают имевшие место побочные эффекты от пользования мефедроном:188. В таблице ниже отражены наиболее распространённые симптомы и синдромы, сопровождающие интоксикацию синтетическими катинонами:189-190. Трудности в получении достоверной информации обусловлены тем, что не во всех случаях удаётся определить вещество, вызвавшее интоксикацию, или же интоксикация вызвана совместным приёмом нескольких веществ:189.
| Проявления при нарушении систем и органов-мишеней | Симптомы |
| ------------------------------------------------- | --- |
| Сердечно-сосудистая система                       | сердцебиение, одышка, боль в груди, изменения сегмента ST на электрокардиограмме:189, артериальная гипертензия, тахикардия, миокардит:190 |
| ЛОР                                               | сухость во рту, носовое кровотечение, боль в носу, «ожоги» носа, боль в ротоглотке, шум в ушах:189, сенсорная гиперакузия:63 |
| Желудочно-кишечный тракт                          | боль в животе, анорексия, тошнота, рвота:189, нарушения функции печени, печёночная недостаточность:190 |
| Мочеполовая система                               | аноргазмия, эректильная дисфункция, увеличенное либидо:189 |
| Скелетно-мышечные проявления                      | артралгии, онемение, покалывание, мышечная напряжённость и мышечный спазм:189, повышенный уровень креатинкиназы, периферическая вазоконстрикция, острый некроз скелетных мышц:190 |
| Неврологические проявления                        | агрессивность, скрежет зубами (бруксизм), головокружение, головная боль, потеря памяти, обморок:189, различного рода инсомнические нарушения:63, возбуждение, изменение психического статуса, дистония, гиперрефлексия, миоклонус, парестезии:190 |
| Офтальмологические проявления                     | ухудшение зрения, расширение зрачков (мидриаз):189-190 |
| Лёгочные проявления                               | поверхностное дыхание:189-190, тахипноэ:190 |
| Почечные проявления                               | нарушения почечной функции, острая почечная недостаточность |
| Психологические и психиатрические проявления      | гнев, беспокойство, слуховые и визуальные галлюцинации, депрессия, дисфория, сочувствие, эйфория, усталость, формикация (тактильные галлюцинации), кратковременные приливы энергии, увеличенная и уменьшенная концентрация внимания, говорливость, паника, паранойя, неугомонность:189, повышение выносливости, снижение аппетита, повышенная суицидальная готовность:63, психоз:190 |
| Другие                                            | лихорадка, «мефедроновый» запах от тела, повышенное потоотделение, кошмары, кожная сыпь:189, гипонатриемия:190 |

### Психоневрологические эффекты
Наиболее характерный симптом — психомоторное возбуждение, которое развивается от умеренного до тяжёлого психоза, требующего медикаментозной седации. Ретроспективные данные, полученные от Британской информационной службы ядов, говорят о том, что 28 % случаев предполагаемой интоксикации, вызванной синтетическими катинонами, сопровождались возбуждением и агрессией. В клинической серии из 72 пациентов, поступивших в лондонское отделение реанимации с подозрением на интоксикацию синтетическими катинонами, 39 % находились в состоянии возбуждения. У девяти из этих пациентов было лабораторное подтверждение употребления мефедрона. В ретроспективном обзоре сведений, полученных от шотландского отделения реанимации, возбуждение также было названо наиболее распространённым симптомом. Исследования, проведённые в США, говорят о наличии возбуждения в 66 % случаев интоксикаций, вызванных синтетическими катинонами:189.
Интоксикация катинонами проявляется расстройствами восприятия и дисфункциональным поведением. Это, согласно проведённому в Башкортостане в 2013—2016 годах исследованию зависимых от синтетических катинонов, в первую очередь, субъективное ускорение мышления (98 %), выраженная эмоциональная лабильность (87 %), субъективное чувство отставания мысли от эмоций (74 %):28, повышение сексуальной активности (81,3 %) с постепенным
снижением её по мере прогрессирования зависимости. Характерны такие особенности психопродукции как дереализация, которая выражалась в чувстве постоянного изменения формы предметов (58,46 %) и изменения расстояния до предметов (17,58 %):29.
Клиника наркотического опьянения синтетическими катинонами сопоставима с моноаминовой дисфункцией, наблюдаемой в опытах на животных. Закономерное развитие в состоянии на пике интоксикации неврологических и сердечно-сосудистых нарушений непосредственно связано с действием синтетических катинонов на моноаминовую систему. Ажитация, миоклонии, цефалгии, острые паранойяльные нарушения, транзиторные эпизоды слуховых галлюцинаций являются наиболее частыми психическими и неврологическими нарушениями в период острой интоксикации синтетическими катинонами, согласно самоотчётам потребителей. Синтетические катиноны способны вызывать слуховые и тактильные галлюцинации с дезорганизацией поведения. Психопатологические нарушения могут носить как преходящий, так и протрагированный характер:35.

### Соматические эффекты
К наиболее распространённым соматическим нарушениям периода острой интоксикации синтетическими катинонами можно отнести: гипертермию, артериальную гипертензию, тахикардию, гипонатриемию, тошноту, рвоту, боли в грудной клетке. К более тяжёлым нарушениям, приводящим к летальным случаям, относятся: печёночная недостаточность, почечная недостаточность, рабдомиолиз, развитие компартмент-синдрома (повышение подфасциального давления, которое ведёт к некрозу содержимого фасциального футляра):35. Неизвестно, все ли синтетические катиноны обладают нейротоксичностью или только некоторые из них:101. Сочетанное употребление синтетических катинонов и других психоактивных веществ может приводить к летальным исходам, а также к развитию полинаркомании:35. Осложнения, связанные с сердечно-сосудистой системой, находятся на втором месте после возбуждения и составляют, по разным данным, от 25 до 30 %:189. При интраназальном употреблении и курении катинонов (MDPV, α-PVP, пентилон, пентедрон, меткатинон) возможно токсическое поражение дыхательной системы:137.
Гипонатриемия — частое осложнение, возникающее в результате употребления катинонов. Считается, что она является следствием гипергидратации, вызванной наркотик-ассоциированной секрецией вазопрессина. Не до конца понятна роль синтетических катинонов в возникающих изменениях баланса натрия и воды в организме. В литературе подробно описаны три случая гипонатриемии в результате интоксикации синтетическими катинонами. Во всех трёх случаях в результате анализов был выделен мефедрон. 14-летняя девочка, которая употребила алкоголь и порошок белого цвета, доставлена в тяжёлом состоянии, оценка по Шкале комы Глазго — 11. В анализах отмечена гипонатриемия — 118 ммоль/л. Параллельно с этим зафиксировано повышение внутричерепного давления, на ЯМР-снимках подкорковые изменения белого вещества. Неврологические симптомы купированы на фоне нормализации баланса натрия, сохранялись умеренная дисфазия и антероградная амнезия. Спустя два месяца наступила полная нормализация. Два других случая были с летальным исходом. 29-летний человек доставлен в отделение реанимации в состоянии комы, анализы показали гипонатриемию — 125 ммоль/л, на компьютерной томографии выявлен отёк головного мозга. Он умер после отключения от аппарата искусственного жизнеобеспечения после смерти мозга. 18-летняя женщина, которая использовала гашиш и мефедрон, перенесла остановку сердца. Она была реанимирована, в анализах зафиксирована гипонатриемия — 120 ммоль/л. На компьютерной томографии выявлен отёк головного мозга. Смерть наступила через 36 часов с момента поступления:190.
Результаты исследования уровня глюкозы крови у больных с отравлениями синтетическими катинонами показали, что вначале, при экспозиции менее 6‒8 часов, наблюдалась умеренная гипергликемия, а при более длительной экспозиции ‒ снижение уровня глюкозы, зачастую до критических значений (0,2‒0,3 ммоль/л). Такая картина была отмечена у 5 % больных. По-видимому, изменение уровня глюкозы связано с биотрансформацией самого катинона (в большинстве случаев это был α-PVP) и его воздействием на поджелудочную железу:81.
Среди поступивших в 2013‒2017 годах в отделении анестезиологии-реанимации Республиканского наркологического диспансера Ижевска 412 пациентов с острыми отравлениями синтетическими катинонами помимо характерных психопатологических расстройств (см. ниже), имела место выраженная вегетативная реакция, включавшая гипертермию, тахикардию, гипергидроз. Наиболее грозными осложнениями при отравлениях были судорожный синдром и острая почечная недостаточность. Судороги наблюдались у 18 (4 %) пациентов. Судорожные проявления у 14 больных удалось купировать введением барбитуратов. У 4 же пациентов пришлось применять миорелаксанты и переводить их на длительную (от 3 до 21 суток) искусственную вентиляцию лёгких. У 9 (2 %) больных была диагностирована острая почечная недостаточность, при этом четверым из них потребовался гемодиализ:81.

### Психотические расстройства

#### Общие данные
По мере увеличения дозы вещества или в случае многократных приёмов могут развиваться серьёзные психотические нарушения:39. Многие пациенты госпитализируются в остром психотическом состоянии спустя несколько дней после последнего употребления, а психотические нарушения сохраняются в течение нескольких дней на фоне проводимой антипсихотической терапии:35. На текущий момент в литературе имеется достаточно подробное описание психопатологических расстройств, развивающихся как при систематическом, так и при эпизодическом приёме синтетических катинонов, подчеркивается их высокая коморбидность с расстройствами шизофренического спектра. Имеется мало сведений о катамнезе больных, которые перенесли психотические расстройства, а также о результатах лечения и реабилитации данной группы пациентов. Малоизученными остаются такие вопросы, как распространённость и причины шизофреноподобных психотических расстройств, возможность их трансформации в шизофрению и, соответственно, дифференциальной диагностики между ними:107.
Способность наркотических веществ вызывать психотические расстройства заметно различается не только у веществ разных групп, но и в одной из них, в частности — в группе синтетических катинонов:102-103: в этом плане были отмечены MDPV:102:189 (27,3 % наблюдений психотических расстройств, вызванных приёмом психоактивных веществ), мефедрон (5,7 %), метедрон (3,3 %):102, а также α-PVP. В соответствии с ретроспективным исследованием историй болезни пациентов, госпитализированных в Нижневартовскую психоневрологическую больницу с острой интоксикацией синтетическими психоактивными веществами в 2010—2016 годах, MDPV и схожие с ним по действию вещества чаще всего определяли в моче пациентов в 2011—2014 годах. Начиная с 2013 года, катиноном, ответственным за развитие острой интоксикации, стал α-PVP и различные смеси на его основе.
Несмотря на то, что частота интоксикационных психотических расстройств коррелирует с длительностью и частотой приёма, в ряде случаев она определяется индивидуальной чувствительностью («уязвимостью»), так как у ряда лиц даже однократный приём катинонов приводит к развитию психотических нарушений. При этом факторами риска их возникновения являются:
генетическая предрасположенность, сопутствующие психические расстройства, употребление опиоидных наркотиков, черепно-мозговые травмы и психотические эпизоды в анамнезе, а также высокий уровень тревоги; стаж употребления, тяжесть зависимости, ранний возраст начала злоупотребления; инъекционный или ингаляционный способы введения, высокая доза, многократное повторное употребление в течение короткого промежутка времени, сопутствующее употребление других веществ, длительные нарушения сна:103.
Наиболее часто встречающимися острыми психопатологическими нарушениями после приёма катинонов являются: тревога, страх, симптомы деперсонализации и дереализации, дисфория, панические атаки, депрессивные расстройства, острая паранойяльная реакция, нарушения сна, галлюцинаторные и иллюзорные расстройства, кататоническая симптоматика, суицидальные мысли и действия, а также судорожные припадки. Отмечается, что данные острые психотические расстройства развиваются, как правило, через 0,5—2 часа после курения или ингаляции синтетических катинонов через нос и/или сразу после внутривенного введения:103.
Среди поступивших в 2013‒2017 годах в отделении анестезиологии-реанимации Республиканского наркологического диспансера Ижевска 412 пациентов с острыми отравлениями синтетическими катинонами ведущим синдромом были психотические расстройства, которые наблюдались у 363 (79,6 %) больных:80. Симптоматика характеризовалась выраженным страхом, беспокойством, психомоторным возбуждением, обманами восприятия, отрывочными персекуторными бредовыми идеями. Кроме того, в ходе острой психотической реакции имелся высокий риск аутоагрессии и гетероагрессивных тенденций. Вторым по частоте проявления синдромом, являющимся безусловным показанием для госпитализации в отделение реанимации, являлось нарушение сознания:81. Обычно оно было вызвано запойным употреблением пирролидиновых катинонов (α-PVP и MPHP — 4-метилпирролидиногексиофенон), вызывающим быстрое накоплением в организме токсических доз:135 Комы с различной степенью проявления зафиксированы примерно у пятой части пациентов (83 человека ‒ 18,2 %). Чаще всего кома наблюдалась у пациентов со смешанными отравлениями (с алкоголем, лекарственными средствами). У 43 (9,4 %) больных потребовалась интубация трахеи и искусственная вентиляция лёгких в разных режимах и с различной длительностью:81.
Комбинации анксиолитических и антипсихотических препаратов (лоразепам + галоперидол; диазепам + галоперидол; рисперидон) могут быть использованы в схеме лечения катинон-индуцированных психозов. Галоперидол следует применять с осторожностью, так как его применение может спровоцировать усиление уже имеющейся гипертермии и привести к развитию злокачественного нейролептического синдрома:35.

#### Шизофреноподобные расстройства
Наиболее частыми клиническими проявлениями шизофреноподобных психотических расстройств, обусловленных приёмом катинонов, являются: аффективнобредовая дереализация и деперсонализация, персекуторный бред, структурные расстройства мышления (резонёрство, шперрунг, ментизм, элементы разорванности), сенестопатические нарушения, вербальные и зрительные псевдогаллюцинации, синдромы психического («открытости» и «чтения мыслей») и физического автоматизма, бредовые идеи сверхспособностей, кататоническая симптоматика:103. Отмечены случаи, когда изначально манифест психотического расстройства протекал по экзогенному типу, а в дальнейшем клиническая картина приобретала отчётливую «эндогенную окраску» (появление бредовых идей воздействия и псевдогаллюцинаций), с возникновением дефицитарных изменений личности. В редких случаях отмечалось гебефреническое возбуждение, а также парафренизация бредовых идей. В свою очередь, некоторые авторы отмечают, что проявления синдрома психического автоматизма (переживания «необычной работы мозга», феномен «коллективного чтения мыслей» и «открытости мыслей», вербальные и зрительные псевдогаллюцинации) в таких случаях носят нестойкий, кратковременный характер и редуцируются по окончании острого психотического состояния:104.
Изучение 12 пациентов с шизофреноподобными психотическими расстройствами, вызванными приёмом синтетических катинонов показало, что пациентам свойственна синтонность, у них отсутствуют дефицитарные изменения, имеются начальные изменения личности по наркоманическому типу, симптомы раннего органического поражения головного мозга, инфантилизм и девиантное поведение в пубертате. Начало психотического состояния у этих лиц являлось, как правило, острым, и при этом имелась чёткая связь с приёмом синтетических катинонов, вторичный неразвёрнутый характер бреда, психотические нарушения носили затяжной, осциллирующий характер, но заканчивались полным выздоровлением (возвращением на «исходный» доболезненный уровень):104.
Другую группу составили 8 пациентов с первым психотическим эпизодом недифференцированной шизофрении, ассоциированной с приёмом психоактивных веществ (преимущественно, α-PVP). У данной группы пациентов в преморбиде обнаруживались проявления шизотипического диатеза, лёгкие когнитивные и негативные расстройства, отсутствовала прямая причинная связь с интоксикацией. Психотические расстройства при этом характеризовались подострым началом с постепенным расширением и усложнением психотических расстройств, отсутствием критики, неконгруэнтностью аффекта тематике бреда. Также отмечались характерные процессуальные изменения личности в периоде разрешения психотического состояния:104.
При изучении 158 пациентов мужского пола, находившихся на лечении в психоневрологическом диспансере по поводу психотического состояния, связанного с приёмом дизайнерских наркотиков (катиноны и «спайсы»), было выделено две группы пациентов. Первую группу составили пациенты с психотическими состояниями «экзогенного» (45 %), а вторую — «эндогенного» типов (55 %). У первой группы выраженность клинических проявлений и длительность психоза чётко коррелировала с динамикой интоксикации. В 73,6 % случаев психотические состояния купировались в течение 24 часов, а остальные — в течение 2—3 суток. Вторую группу составили пациенты, у которых с самого начала клиническая картина включала сочетание аффективных и собственно «шизофренических» симптомов и, зачастую, проявлялась последовательным развитием аффективно-онейроидного приступа. Так, у 74 % пациентов с шизофреноподобными психотическими расстройствами отмечался этап аффективно-бредовой дереализации и деперсонализации с бредом инсценировки, ложными узнаваниями, иллюзорными расстройствами, аффективными и психомоторными нарушениями:104.
У 26 % пациентов с шизофреноподобными психотическими расстройствами развитие психоза достигало этапа иллюзорно-фантастической дереализации и деперсонализации с грубым нарушением самосознания, дезориентировкой, полярными аффективными колебаниями, иллюзорно-фантастическим восприятием окружающей обстановки, кататоническими включениями. У этой группы пациентов психотические состояния, как правило, принимали затяжное течение (до 4—6 недель) и требовали более интенсивной психофармакотерапии антипсихотическими препаратами, а в ряде случаев — электросудорожной и инсулинокоматозной терапии. При этом отсутствовал параллелизм между фактом интоксикации и динамикой психического расстройства. Рецидивы шизофреноподобных психотических нарушений, в основном, были связаны с возобновлением интоксикации, но у 8 % пациентов они возникали аутохтонно. Авторы наблюдали большую наследственную отягощённость психическими и наркологическими расстройствами у тех пациентов, у которых психотические нарушения имели отчётливую шизофреноподобную клиническую картину. Также отмечался факт того, что психотические расстройства у данной группы пациентов возникали независимо от наличия или отсутствия синдрома зависимости:104.
Говоря о сходстве психотических расстройств при приёме синтетических катинонов и продуктивной симптоматики при шизофрении, многими авторами отмечается, что общность патогенетических механизмов развития этих психических расстройств связана с дофаминэргической нейротрансмиттерной системой. Отмечается, что дофамин-активные психоактивные вещества, в том числе синтетические катиноны
влияют преимущественно на продуктивную симптоматику:105.
Имеются данные, что психопатологические расстройства, вызванные приёмом синтетических катинонов, сохраняются и после окончания непосредственного воздействия психоактивного вещества, то есть порой отсутствует прямой параллелизм между действием наркотика и динамикой психотического расстройства, что даёт возможность переквалифицировать данное расстройство в «эндогенное». Помимо отсутствия параллелизма с интоксикацией отмечено, что для «экзогенных» психотических расстройств, вызванных употреблением синтетических катинонов, не характерна чёткая последовательность смены синдромов, которая характерна для «эндогенных» нарушений, что может служить одним из критериев их дифференциальной диагностики. Так же помочь в дифференциальной диагностике экзогенных и коморбидных психотических расстройств может «реакция на терапию», а именно, «первичный ответ» на терапию нейролептиками. Кроме того, картина шизофрении за последние десятилетия претерпевает патоморфоз, маскируясь за неврозоподобными и психопатоподобными проявлениями, что ещё больше может усложнить диагностику, в том числе дифференциальную. Одним из важных критериев для дифференциальной диагностики предлагается использовать
длительность и стойкость психотической симптоматики. Согласно 10-й версии Международной классификации болезней,
длительность галлюцинаторно-бредовой симптоматики должна быть более 10 дней, но менее 6 месяцев. В том случае, если она длится более 6 месяцев, то предпочтителен диагноз из категорий шизофрения, шизотипические и бредовые расстройства:106.

#### Нарушения на этапе становления ремиссии и в постабстинентном периоде
В российском исследовании отмечено, что 80 % психотических нарушений, вызванных приёмом синтетических каннабиноидов и катинонов, купировались в течение недели, ещё 8 % — в течение двух недель, а у 12 % пациентов они сохранялись в
течение нескольких месяцев. При этом имела место тенденция к усложнению психопатологической структуры, которая, нередко, приводила к пересмотру диагноза. В другом исследовании было установлено, что длительность затяжных психозов при приёме синтетических катинонов составляет в среднем 2—3 месяца:104. После купирования психотического расстройства критическое отношение к перенесённому состоянию возникает не сразу, а у части пациентов резидуальная бредовая интерпретация сохраняется даже после выписки из стационара. При этом отмечалась частичная амнезия болезненных переживаний:105.
У пациентов, зависимых от синтетических психостимуляторов, в постабстинентном периоде наблюдаются такие шизофреноподобные симптомы, как: гипоманиакальные состояния, отрывочные бредовые идеи отношения, ущерба, преследования, а также специфические нарушения мышления в виде разорванности, соскальзывания, непоследовательности, резонёрства. Также для этих лиц характерно присутствие отдельных признаков психоорганического синдрома: повышенная истощаемость психических процессов, ослабление памяти и внимания, обеднение эмоциональной сферы, лабильность аффекта, снижение психической активности, снижение критики и т. д.. Также было отмечено, что такие расстройства мышления как резонёрство, разноплановость, соскальзывания в постпсихотическом периоде встречались у 90 % пациентов, принимавших (до поступления на лечение в психиатрический стационар) синтетические катиноны:105.
Некоторые исследователи указывают на наличие у ряда пациентов с зависимостью от «дизайнерских наркотиков» «флэшбэков». Чаще всего такие явления наблюдаются на этапе становления ремиссии и достаточно плохо поддаются купированию нейролептиками. Отмечается, что до появления «дизайнерских наркотиков» данные симптомы ассоциировались, преимущественно, с приёмом галлюциногенов (ЛСД, псилоцибин, мескалин) и, гораздо реже, с приёмом психостимуляторов. Клинические проявления при этом, как правило, включали зрительные обманы восприятия: геометрические псевдогаллюцинации, ореолы, вспышки света, микропсии, остаточные изображения и т. д.:105.

#### Аффективные нарушения
У зависимых от синтетических катинонов в фазе интоксикации наблюдаются следующие аффективные нарушения (по данным из Башкортостана): эйфория — 61,5 %, повышение работоспособности — 56 %, ощущение физического комфорта — 50 %; бредовые нарушения: переживание ужаса и страха — 45,6 %, идеи преследования — 40,6 %; нарушение сознания в виде ощущения просветления мышления — 45,6 %; ощущение умения/желания летать — 28 %; мистические и религиозные переживания — 11 % обследованных. По завершении стадии интоксикации (после однократного потребления) через 1,8±1,2 дня у 92,3 % пациентов выявлялись тревожно-депрессивные расстройства, длительность которых составляла 3,1± 2,3 дня:29.
Характерными особенностями аффективных расстройств у пациентов, принимавших синтетические катиноны, являются связь с влечением к наркотику, нечёткость структурного оформления, слабая дифференцированность, отсутствие суточных колебаний настроения и витализации аффекта. Депрессивные расстройства от приёма синтетических катинонов в постабстинентном периоде представлены преимущественно дисфорическим типом — 53 %, апатическим — 27 %, тоскливым вариантом — 20 %. При этом высокий уровень тревоги выявляется у 23 % пациентов:107.
У пациентов, принимавших синтетические катиноны, уровень депрессии в период ремиссии («трезвости») 3—6 месяцев статистически не отличается от уровня депрессии здоровых лиц и статистически значимо меньше, чем во время ремиссии более 6 месяцев. Уровень тревоги был статистически значимо выше, чем у здоровых лиц, и он практически не менялся со «сроком трезвости» (одинаково высокий как
при сроке 3—6 месяцев, так и при сроке более 6 месяцев). Вместе с тем есть отдельные исследования, в которых указывается на то, что «склонность к депрессии» у пациентов с зависимостью от синтетических катинонов (без указания на «срок трезвости») выше, чем у здоровых лиц:107.
Для пациентов, употреблявших синтетические катиноны, типичным является наличие симптомов субклинической депрессии и тревоги: эмоциональная неуравновешенность, напряжённость, внутреннее беспокойство, преобладание сниженного фона настроения, безрадостность, «склонность видеть всё через тёмные очки» и т. д. Основным клиническим проявлением аффективных расстройств у этих пациентов является депрессия, вторым же по частоте — тревожные нарушения (социофобия, панические атаки, обсессивно-компульсивные расстройства). При этом, однако, не уточняется, на каком этапе
лечения находились данные пациенты. После купирования острых абстинентных расстройств при эфедроновой зависимости на первый план в клинической картине выступают такие аффективные нарушения, как выраженная дисфория или вяло-апатическая депрессия:107.
По данным российской и зарубежной литературы, доля пациентов, принимавших синтетические катиноны, с суицидальными формами поведения колеблется от 26 % до 73 %. Отмечается, что чаще всего суицидальные мысли возникали в период абстинентного синдрома, причём смерть от суицида является второй по частоте причиной смерти у зависимых от синтетических катинонов. Ряд исследователей указывают на то, что основной причиной суицидов таких пациентов является галлюцинаторно-бредовая симптоматика во время интоксикационного психотического расстройства. Также имеются данные, согласно которым важным прогностическим признаком суицидального поведения лиц, принимавших синтетические катиноны, является наличие у них постоянной тревоги, как во время отмены психоактивного вещества, так и в периоде «длительной абстиненции». По данным российского исследования, суицидальный риск у пациентов со сроком ремиссии более 6 месяцев выше, чем у пациентов с меньшим сроком (3-6 месяцев) и у здоровых лиц, что коррелирует с уровнем депрессии у них. При этом суицидальный риск у пациентов со «сроком трезвости» 3-6 месяцев не отличался от такового у здоровых лиц:107.

### Связанные смерти
Первый случай летального исхода на фоне интоксикации мефедроном, сопровождающийся гипонатриемией, описан в Швеции. Потом стали появляться сообщения и о других случаях смерти, связанных с интоксикацией мефедроном. Во всех этих случаях проводились исследование и анализ, позволяющий выявить роль данного наркотика в причинах смерти. Описание четырёх летальных случаев, связанных с приёмом мефедрона, показало, что лишь в одном из них этот катинон явился достоверной причиной смерти:190.
У 19-летнего мужчины, употребившего мефедрон, МДМА и алкоголь, спустя несколько часов появились судороги. Когда он был обнаружен, «его глаза вращались, и он захлёбывался кашлем». Во время транспортировки в больницу у него произошла остановка сердца, проводимая реанимация не дала эффекта, по прибытии была констатирована смерть. Посмертный токсикологический анализ показал наличие в крови алкоголя, 3-фторметилфенилпиперазина и мефедрона. Вторым в описываемой серии был случай с 49-летней женщиной, которая почувствовала острую боль за грудиной после вдыхания мефедрона, приёма алкоголя и курения гашиша. Причиной смерти была названа интоксикация мефедроном с сопутствующими факторами, такими как кардиальный фиброз и атеросклероз коронарных артерий:190. Также мефедрон как способствующий фактор указан ещё в двух других случаях: смерть пациента со множественной лекарственной передозировкой и ДТП с летальным исходом. Мефедрон явился причиной смерти человека, который, находясь в делирии, разбил стекло и порезал руки. Причиной смерти указана интоксикация мефедроном с обильной кровопотерей, хотя токсикологический анализ крови кроме мефедрона выявил ещё несколько веществ: кокаин и его метаболиты, МДМА. С сентября 2009 по октябрь 2011 года зарегистрировано 128 летальных исходов, связанных с использованием мефедрона в Великобритании: из 62 случаев, которые можно было оценить, 26 смертей произошли в результате острого токсического действия вещества и 18 суицидов случились на фоне длительного приёма:191.
В научной литературе по состоянию на 2017 год описано более ста летальных случаев, находящихся в причинно-следственной связи с употреблением α-PVP:102. В Швеции описано два случая летального исхода, связанных с употреблением метедрона. У одного из умерших отмечена гипертермия до 42 °C. На вскрытии в обоих случаях обнаружен отёк легочной ткани. Имеются сообщения о двух смертях, связанных с интоксикацией бутилоном. В первом случае человек скончался от полученных травм в результате падения с высоты. Посмертно в ходе токсикологической экспертизы в крови был обнаружен бутилон. В другом случае женщина умерла после принятия бутилона в комбинации с другими веществами. На вскрытии обнаружены отёк головного мозга, отёк лёгких и множественные кровоизлияния: лёгких, печени, селезёнки и почек, также выявлен некроз сердечной мышцы. По состоянию на 2017 год в медицинской литературе не было описано летальных исходов в результате интоксикации MDPV:191.
Самоубийства у потребителей синтетических катинонов, ранее не обращавшихся за психиатрической помощью, являются второй ведущей причиной смертности. Методы самоубийства среди потребителей синтетических катинонов (в порядке убывания распространённости): смерть через повешение, применение огнестрельного оружия, порезы вен в локтевых сгибах, падение с высотных объектов (дома, мосты). Однако, по мнению некоторых авторов, синтетические катиноны не выделяются среди других психостимуляторов по фактору завершённых суицидальных попыток. Степень распространённости суицидальных попыток на фоне употребления синтетических катинонов нуждается в дальнейшем изучении и систематизации:35.

### Опыты на животных
Синтетические катиноны, вероятно за счет своего действия на центральную систему моноаминов, способны вызывать значимые изменения в поведении животных. Мефедрон, метилон и MDPV достаточно быстро увеличивают двигательную активность, скорость стереотипных движений, что приводит к «приступам» активности, сменяющимися на периоды отдыха. Способность вызывать хаотичную двигательную активность, обнаруживают практически все синтетические катиноны, однако, стимуляция целенаправленной двигательной деятельности присуща лишь мефедрону и MDPV. Снижение доз мефедрона, ведет к уменьшению двигательной активности, в то время как снижение доз MDPV, либо сохраняет двигательную активность на прежнем уровне, либо способствует её повышению. Повышение целенаправленной двигательной активности происходит за счёт активирующего влияния на D2-рецепторы в стриатуме. Следовательно, активация, или ингибирование данного типа рецепторов после введения мефедрона или MDPV вызывает различия в механизмах реализации целенаправленной двигательной активности. Влияние употребления синтетических катинонов на сложные двигательные акты и механизмы кратковременной памяти нуждается в дальнейшем исследовании:34.
Мефедрон в зависимости от вводимой дозы способен снижать активность приматов в опытах с вертушками и опытах с вовлечением правой и левой верхних конечностей, где требовалась реализация сложных двигательных навыков. Также после введения мефедрона отмечалось существенное снижение процедурного обучения. Несмотря на угнетение мелкой моторики верхних конечностей, отмечалось незначительное повышение зрительно-пространственной ориентации, процессов постоянного обучения, долговременной памяти после введения мефедрона приматам:34.
Хранение в кратковременной памяти определённых событий, не затрагивающих процессов зрительно-пространственной ориентации, может сохраняться в течение продолжительного периода при постоянном введении наркотиков в опытах на животных. Многодневное введение мефедрона в опытах на крысах повышало на некоторое время результативность последних в опытах лабиринта. У детёнышей крыс после многодневного введения мефедрона отмечается снижение результатов по идентификации предметов спустя 35 дней после последнего введения наркотика, что указывает на снижение механизмов долговременной памяти:34.
Многие из приведённых наблюдений, были подтверждены на людях. Так, потребители наркотика, находясь в состоянии наркотического опьянения после употребления мефедрона, показывали снижение результатов оперативной и кратковременной памяти, при этом обнаруживая хорошие результаты в тестах с тонкой моторикой, вербальной коммуникацией, улучшение концентрации внимания. Долгосрочные эффекты на человеческую память после употребления мефедрона в рецензируемой литературе не описаны:34.
В исследованиях на лабораторных мышах доказано дозозависимое влияние 4-MEC на жизнеспособность гепатоцитов. При этом гепатотоксическое действие 4-MEC оказалось слабее, чем у МДМА, который выступал в роли эталонного вещества:101.

## Зависимость

### Общие сведения

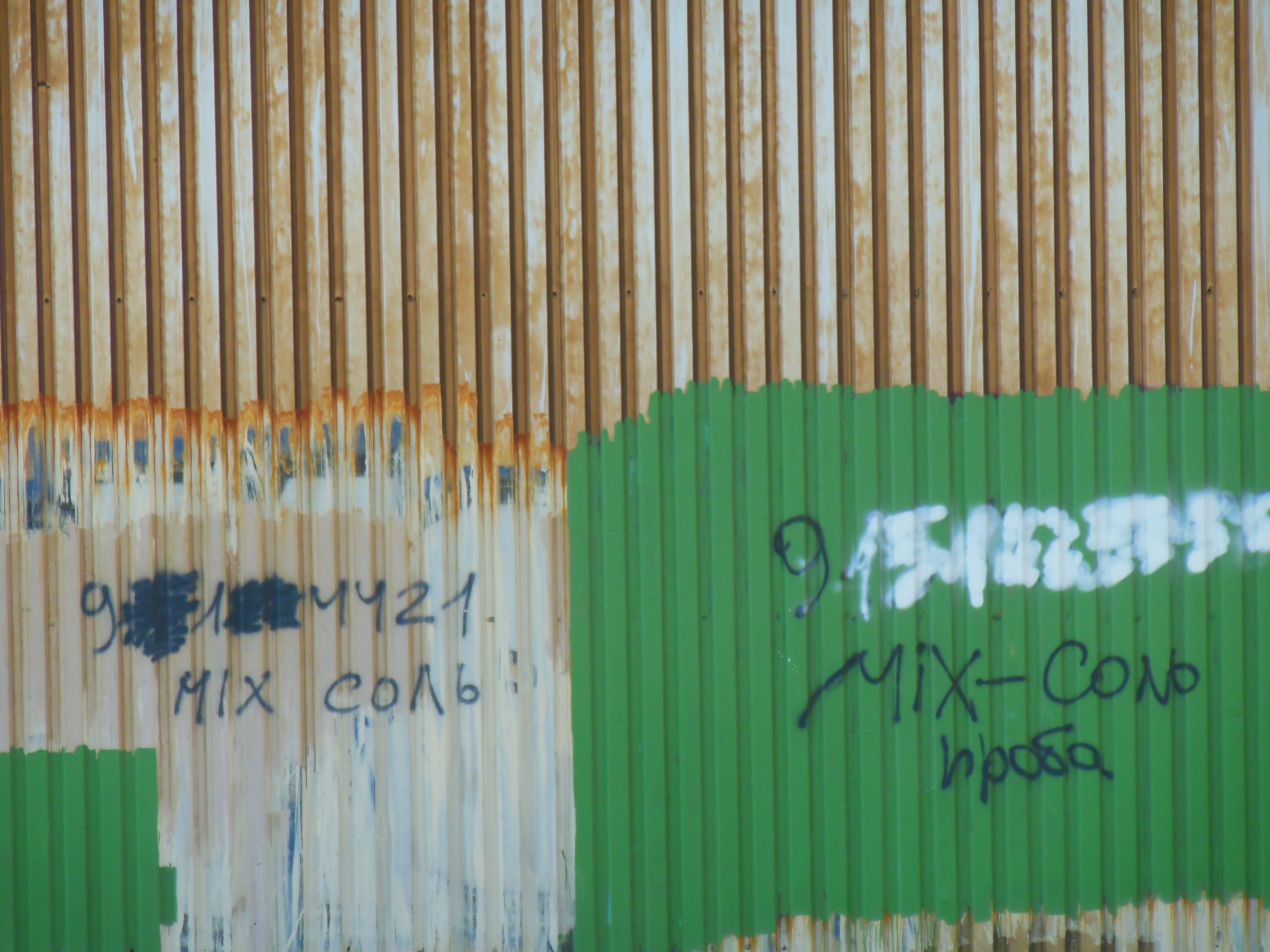
Граффити с рекламой «микса солей» (смеси катинонов) на заборе в России. 2015 год

Синтетические катиноны обладают мощнейшим аддиктивным потенциалом, что доказывается в опытах на животных и корреляции с потреблением человеком:36. Развитие и формирование явлений большого наркоманического синдрома происходит достаточно быстро — в течение 1,5—3 месяцев от первого употребления:35:63. Потребители синтетических катинонов, отмечают возникновение психического влечения к наркотикам, рост толерантности, утрату количественного и ситуационного контроля, повышение затрат времени на поиск вещества, прогрессирующее забвение иных интересов — не связанных с наркотизацией, развитие симптомов отмены в период отсутствия наркотика и использование других веществ для их облегчения:29. Диагноз по МКБ-10 — «синдром зависимости от других психостимуляторов» — F15.2:28. Слабо изученными остаются вопросы формирования и развития зависимости от синтетических катинонов, факторы, приводящие к употреблению и развитию зависимости, социальные и личностные особенности зависимых:8. Единого подхода к терапии зависимости от синтетических катинонов в настоящее время не существует:33.
В 2013—2016 годах в Республиканском наркологическом диспансере № 1 Башкортостана было проведено исследование 182 мужчин-татар, проходивших стационарное лечение от зависимости от синтетических катинонов:30 (α-PVP, MDPV:70). При проведении клинического анализа синдрома зависимости было обнаружено, что подавляющее большинство — 170 (93,4 %) опрошенных пациентов — отмечали наличие компульсивного влечения к употреблению наркотика, время формирования которого составляло 3,6±3,5 недели с момента первого употребления. Субъективно можно выделить степени выраженности этого симптома: отсутствие — у 9 (5 %), слабая — у 33 (18 %), средняя — у 43 (24 %); выраженная — у 48 (26 %) и очень тяжелая (невыносимая) — у 49 (26 %) опрошенных. По окончании третьего месяца с начала приёма катинонов 152 (83,5 %) обследованных стали тратить заметно больше времени и финансовых, физических и моральных сил на поиск, приём и восстановление после приёма вещества. Также 160 (87,9 %) пациентов потеряли способность контролировать длительность приёма и дозировку вещества:29. 154 (84,6 %) человека в среднем через 4,3±3,7 месяца с первого приёма испытывали усталость от наркотизации, но продолжали употреблять с целью выравнивания психического состояния. Рост толерантности составил до 5,4±4,3 раз по истечении трёх месяцев и до 7,5±4,8 — шести месяцев, по сравнению с исходным уровнем. У 145 (79,7 %) человек употребление переросло в так называемый «марафон» («запой»). Отказ от других интересов и удовольствий, кроме как потребления вещества, наблюдался у 163 (89,6 %) человек. Синдром отмены наблюдался у всех пациентов, при этом среднее время его формирования составляло 6,2±4,5 недели с начала употребления, а длительность — 2±1,5 дня. Использование иного вещества с целью облегчения или избегания синдрома отмены наблюдалось у 145 (79,7 %) человек:30.

### Характеристика зависимых
Средний возраст зависимых, согласно упомянутому выше исследованию из Башкортостана, составил 23,7 ± 0,8 года:12. Согласно исследователю наркорынков и основателю проекта DrugStat, из тех, кто употребляет внутривенно, средний возраст потребителей катинонов самый молодой: мефедрона — 25—26 лет, альфа-ПВП — 32 года (героина и метадона — 39 лет, метамфетамина — 38 лет): 
Портрет мефедронового потребителя — просто обычные молодые ребята от 18 до 25. Могут выглядеть модно, могут не очень. Мефедрон, в основном — модный молодёжный наркотик, а альфа — дешёвое вещество для более маргинализированных слоёв населения. Его могут употреблять люди 25—30 лет с низкими доходами.
Многие потребители мефедрона имели ранее полинаркоманию, чаще не связанную с конфликтами с законом. Высокая стоимость «классических наркотиков», а также побочные действия медицинских препаратов, применяемых не по показаниям, и связанные с этим законодательные ограничения и меры репрессивного характера часто оказываются решающим фактором для перехода на употребление синтетических катинонов. Синтетические катиноны в описанной ситуации воспринимаются потребителями как удачное соотношение цены и производимых эффектов, в отличие от других стимуляторов, таких как МДМА и кокаин. Синтетические катиноны среди потребителей считаются более «чистым» и «безопасным» продуктом чем МДМА и кокаин:32. Одним из факторов, предрасполагающих к потреблению синтетических катинонов, является повышенный уровень тревоги:27.
Анализ историй болезни пациентов с острыми отравлениями синтетическими катинонами, прошедших лечение в отделении анестезиологии-реанимации Республиканского наркологического диспансера Ижевска за период 2013‒2017 годов дал следующие данные: среди поступивших 456 пациентов 90,4 % ‒ мужчины. Средний возраст ‒ 34,6 ± 7,1 года. Каналы поступления: 385 (84,4 %) ‒ доставлено скорыми, 46 (10,1 %) ‒ полицией и 25 (5,5 %) ‒ родственниками. У 421 (92,3 %) имел место внутривенный путь поступления наркотика:80. Зачастую на синтетические катиноны переходят «старые», опиоидные наркоманы. Этим объясняется высокий процент ВИЧ-инфицированных больных среди потребителей синтетических катинонов, попавших в больницу (112 больных ‒ 24,6 %). Как следствие иммуносупрессии, у 37 (8,1 %) больных была зафиксирована пневмония, все эти пациенты были из числа ВИЧ-инфицированных:81.
Для лиц, зависимых от синтетических катинонов, характерно развитие тревожных, агрессивных и депрессивных тенденций:27. Исследование 30 пациентов-добровольцев возрастом 18—35 лет Национального научного центра наркологии (филиала НМИЦПН им. В. П. Сербского) показало, что пациенты с зависимостью от синтетических катинонов, по сравнению с психически здоровыми испытуемыми, более склонны к эмоциональной нестабильности, переживанию более сильных эмоций, импульсивному поведению. Они чаще, чем здоровые люди, выбирают такие копинг-стратегии как конфронтация, дистанцирование, бегство-избегание и реже — самоконтроль, поиск социальной поддержки, принятие ответственности, планирование решения проблемы и положительная переоценка. Для копинг-стратегии «бегство-избегание» характерны такие паттерны поведения, как снятие напряжения с помощью алкоголя, сон, пассивность, надежда на лучшее на фоне тревоги и эмоционального напряжения. У пациентов также были более выражены признаки алекситимии и склонности к депрессии:29.
Упомянутое выше исследование из Башкортостана выявило, что больные имеют по сравнению со здоровыми испытуемыми, достоверно более высокие средние значения шкал «депрессия», «паранойяльность», «шизоидность», «достоверность», «психопатия» по данным опросника «СМОЛ», что указывает на превалирующий личностный профиль таких пациентов. Зависимые от синтетических катинонов характеризуются как злопамятные, компульсивно-агрессивные, обидчивые люди, имеющие наклонность к формированию и развитию сверхценных идей. Они предрасположены к шаблонному поведению:31, навешиванию ярлыков, конфликтам с окружающими, повсеместному насаждению своих убеждений и «единственно верных» взглядов, переоценке своих успехов. Для них характерно сочетание повышенной ранимости и сенситивности с эмоциональным отчуждением и холодностью в социальных отношениях, у них отсутствует удовольствие от повседневных радостей, имеется слабый пик эмоционального ответа. Их социальная адаптация нарушена: они импульсивны или аффективно неустойчивы, однако не склоны к продуцированию конфликтов, характеризуются пренебрежением к социальным ценностям и нормам, перепадами настроения, склонностью к обидам, низким порогом возбудимости и чувствительности:32.
Обследованные пациенты отличаются от здоровых лиц повышенными значения шкал «подозрительность», «раздражительность», «косвенная агрессия», «чувство вины»:32, «враждебность»:33 согласно опроснику «Показатели и формы агрессии» А. Басса и А. Дарки, отражающими преобладание астенических форм психического реагирования при отсутствии явной агрессивной экспрессии:12. Для них характерны агрессия, косвенно направленная на другое лицо; готовность, при
незначительном возбуждении, к неадекватному по силе проявлению грубости, вспыльчивости; осторожность и напряжённость по отношению к
посторонним; убеждённость субъекта в том, что он является недостаточно хорошим человеком. Обследуемые напряжены, сенситивны, имеют низкий порог возбудимости, склонны к несоразмерной резкости и ответной грубости при неадекватной степени раздражения:33.

### Абстинентный синдром

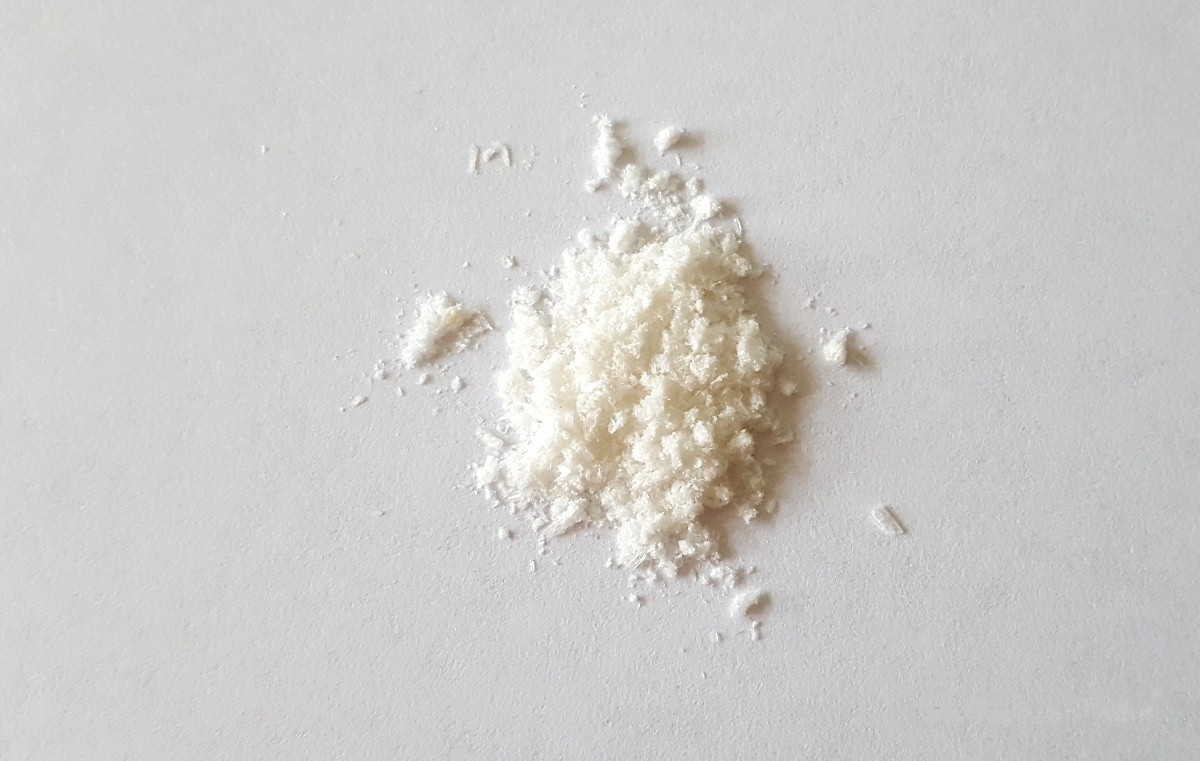
Порошок гексена (N-этилгекседрона)

Абстинентный период у потребителей синтетических катинонов можно условно разделить на две фазы: первая фаза (острая) в которой стержневыми являются расстройства аффективного спектра, чаще всего тревожная депрессия, стойкие инсомнические нарушения, флэшбэки, снижение аппетита, неусидчивость, транзиторные эпизоды простейших слуховых галлюцинаций:35:63. Во второй фазе абстиненции (подострая) имеют место аффективные нарушения с адинамическим компонентом, снижение аппетита, моторная заторможенность, поверхностный сон с частыми пробуждениями. Общая длительность абстинентного периода составляет от 15 до 25 дней в зависимости от вида наркотического вещества, стажа потребления, возраста пациента, сопутствующих соматических нарушений. По мнению некоторых российских авторов, выделение второй фазы абстиненции в данном случае не совсем обоснованно, так как речь скорее идёт об постабстинентном периоде, а не об очерченном психопатологическом образовании:35.
В вышеупомянутом исследовании из Башкортостана абстинентный синдром характеризовался неусидчивостью у 86
(47,3 %) зависимых; неглубоким сном с частыми пробуждениями у 72 (39,6 %); выраженной тревогой у 54 (29,7 %); диспепсическими расстройствами у 22 (12,1 %); галлюцинациями у 36 (19,8 %). 61 % пациентов отмечали аффективные и соматические нарушения после купирования абстинентного синдрома в течение 17,5±4,5 дней:30.
Согласно наблюдению за потребителями катинонов в реабилитационном центре, у большинства из них отмечается психомоторное возбуждение, раздражительность, эмоциональная лабильность с перепадами настроения от дисфории к эйфории при ремиссиях 6-9 месяцев. У 2 из 9 пациентов, ранее потреблявших катиноны, наблюдались эпилептиформные припадки. У одной пациентки с ремиссией 5 месяцев наблюдалась вегетативная симптоматика с синюшностью пальцев рук, ощущением холода. Также продолжались кровянистые выделения из носовых ходов и развился апатико-абулический синдром.
Проведённые исследования у хронических потребителей меткатинона, находящихся в состоянии абстиненции, с использованием позитронно-эмиссионной томографии показывают понижение плотности стриатума, что влияет на выработку дофамина, а в долгосрочной перспективе может вызывать тяжёлые неврологические и психические нарушения:35.
Описан случай неонатального синдрома отмены 4-MEC, проявлявшийся в повышенной возбудимости ребёнка, постоянном крике, гипертонусе конечностей, оживлении сухожильных рефлексов:102.

### Генетическая предрасположенность
Для лечившихся в Башкортостане от зависимости от синтетических катинонов мужчин-татар:18-19, по сравнению со здоровыми людьми, установлены ассоциации генотипов и аллелей генов дофаминергической и серотонинергической систем: повышение частоты аллеля rs1800497*А1 и генотипа rs1800497*А1/*А1 гена DRD2/ANKK1; генотипа rs4646984*S/*S гена DRD4; аллеля rs28363170*9 и генотипа rs28363170*9/*9 гена SLC6A3; генотипа rs2702*T/*С гена SLC6A3:12-13. Выявлены клинико-генетические ассоциации между наличием полиморфных вариантов генов дофаминергической и серотонинергической систем с клиническим фенотипом заболевания и индивидуальноличностными особенностями больных: генотипов rs1800497*A1/*А1 гена DRD2; rs28363170*9/*10 гена SLC6A3; rs6296*С/*С и rs6296*C/*G гена HTR1B, rs2702*С/*Т гена SLC6A3 — с тяжестью клинических проявлений, прогредиентностью заболевания, частотой формирования осложнений, развитием острых психотических расстройств:13. Обнаружена повышенная суицидальная готовность у носителей генотипов rs1800497*A1/*А1 гена DRD2, rs28363170*9/*9 гена SLC6A3 и rs6313*С/*С гена HTR2A:13. Установлена ассоциация полиморфных вариантов генов дофаминергической и серотонинергической систем и индивидуально-личностных особенностей больных согласно методике «СМОЛ»: в группе зависимых определены ассоциации между высокими баллами по шкале «истерия» с генотипом rs28363170*9/*10 гена SLC6A3; по шкале «депрессия» — rs6313*Т/*С гена HTR2A, а также ассоциация высоких показателей агрессии и гнева согласно методике Басса-Дарки по шкале «подозрительность» — генотипа rs6296*C/*C гена HTR1B; по шкалам «косвенная агрессия» и «индекс враждебности» — генотип rs2702*Т/*Т гена SLC6A3:13.

## Химия

### Физические свойства

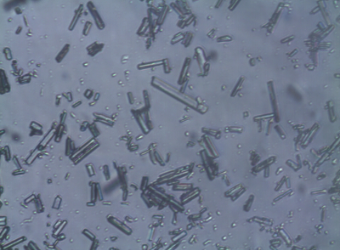
Кристаллы гидрохлорида MDPV при 400-кратном увеличении

Синтетические катиноны до конечных распространителей обычно поставляются в виде порошка или кристаллов, чаще белого, бежевого или коричневого цвета:188:31-32. Катиноны плохо растворимы в воде, но при этом хорошо растворяются в спиртных напитках:31.

### Химическая структура
Катиноны являются β-кетоамфетаминами, структурно схожими с дофамином, метамфетамином, МДМА и пировалероном. Основой мефедрона и метилона является фенилэтиламин с кетонной группой β-углерода. Мефедрон метилирован аминогруппой α-углерода в основе ароматического кольца, образуя структуру аналогичную метамфетамину и меткатинону. Метилон также метилирован группой аминов и α-углеродом β-кетофенитиламина в основе, но имеет метилендиокси-кольцо, прикреплённое к ароматическому кольцу, образуя структуру похожую на амфетамин. MDPV наиболее сильно структурно отличается от других синтетических катинонов метилендиокси-кольцом, прикреплённым к ароматическому кольцу β-кетофенитиламиновой основы, и пирролидинил-кольцом, прикреплённым к α-углероду, образуя структуру подобную пировалерону:32. Классификация катинонов не унифицирована:7.

## Фармакология

### Фармакодинамика
Структурное сходство между синтетическими катинонами и другими психостимуляторами во многом объясняет сходные фармакологические эффекты: стимуляция высвобождения моноаминов и ингибирование обратного захвата последних из синаптической щели:32. Несмотря на структурное и функциональное сходство с другими психостимуляторами, синтетические катиноны имеют много различий по механизму действия, что позволяет считать их отдельным классом соединений:33.
Принимая во внимание близкое структурное сходство синтетических катинонов с меткатиноном, МДМА и другими амфетаминами, можно говорить о том, что синтетические катиноны являются психостимуляторами со свойственными данной группе эффектами воздействия на моноаминовую регуляцию. Проведённые в 2010-х годах исследования свидетельствуют о возникающей дисрегуляции в центральной и периферической моноаминовой системе при употреблении синтетических катинонов:33. Употребление мефедрона и метилона стимулирует пресинаптическое освобождение моноаминов и блокирует обратный захват последних из синаптической щели. Употребление MDPV не несёт значимых изменений в аспекте блокады обратного захвата моноаминов. Повышенная концентрация моноаминов в течение длительного времени в синаптической щели лежит в основе стимулирующего, эйфоризирующего, и галлюцинаторного эффектов синтетических катинонов, а также острых и хронических нарушений в дофаминергической и серотонинергической системах:36.
Синтетические катиноны являются мощными ингибиторами обратного захвата серотонина, а также дофамина и норадреналина. Селективность меняется от одного вещества к другому. Эти вещества можно разделить на три группы:188:
- Кокаин-МДМА-подобный тип (мефедрон, метилон, этилон[англ.], бутилон и нафирон[англ.]): неспецифическое ингибирование обратного захвата моноаминов (дофамина) примерно в пять раз больше, чем серотонина. Все вещества, кроме нафирона, способствуют высвобождению серотонина. Мефедрон способствует высвобождению дофамина[1]:188.
- Метамфетамин-подобный тип (катинон, флефедрон и меткатинон): эти вещества селективно ингибируют обратный захват дофамина и норадреналина и стимулируют высвобождение дофамина[1]:188.
- Пировалерон[англ.]-подобный тип (пировалерон, MDPV): селективно ингибируют обратный захват катехоламинов, не способствуют освобождению моноаминов[1]:188.

Флефедрон, мефедрон и меткатинон являются агонистами 5-HT2А-рецептора:188. Некоторые синтетические катиноны могут сами выступать в роли транспорта веществ, способствующих выбросу нейромедиаторов из внутриклеточного пространства, и в роли ингибиторов VMAT2:101.
Опыты in vitro подтверждают, что мефедрон и метилон при нанесении на синаптосомы способны не только блокировать транспорт дофамина и серотонина, но и влиять на аптейк. При этом наркотические вещества могут выступать в роли компонентов транспорта дофамина и серотонина, вызывая высвобождение нейромедиаторов из синаптосомы. MDPV, напротив, действует не как компонент транспорта дофамина и серотонина, а выступает в роли блокатора моноаминоксидазы, оказывая влияние на аптейк через механизмы транспорта дофамина и серотонина:33.
При изучении тканевого микродиализа головного мозга крыс после введения синтетических катинонов (небольших доз мефедрона 3 мг/кг), отмечалось индуцированное снижение транспорта дофамина и серотонина, наряду с быстрым ростом внеклеточной концентрации дофамина и серотонина в отдельных областях головного мозга. Кратковременное угнетение транспорта дофамина и серотонина напрямую связано с нейротоксическим действием психостимуляторов (с амфетамин-подобными эффектами) на механизмы синтеза дофамина и серотонина. Несмотря на то, что синтетические катиноны могут индуцировать кратковременную супрессию механизмов транспорта дофамина и серотонина, постоянный дефицит нейромедиаторов, в частности серотонина, был зарегистрирован в экспериментах только в условиях гипертермии:33.
Гипертермия, вероятно влияет на степень токсичности синтетических катинонов. Низкие дозы мефедрона (до 10 мг/кг) не вызывают существенного и угрожающего жизни подъёма температуры, редко превышающей порог в 38 °C. В опытах с применением высоких доз мефедрона (четырёхкратные инъекции по 50 мг/кг в течение двух часов) доказан значительный подъём температуры до 40±0,1 °C, сохраняющийся в течение 8 часов. В описанных условиях отмечался стойкий дефицит медиаторов серотонинергической системы. По данным отделений неотложной помощи и токсикологических центров именно гипертермия является одним из ключевых симптомов передозировки мефедрона. В этих случаях температура может достигать 42,1 °C. Таким образом, роль гипертермии в механизмах токсичности синтетических катинонов, можно считать основополагающей:34.
Дисбаланс в системе периферических моноаминов, особенно норадреналина и серотонина, вызванный употреблением синтетических катинонов, часто совпадает с глубокими изменениями в сердечно-сосудистой и пищеварительной системах. Исследования синаптосом мозга крыс, свидетельствуют о том, что употребление метилона и мефедрона влияет на синтез норадреналина и процессы, связанные с его транспортом, в то время как MDPV блокирует реаптейк норадреналина через механизм транспорта, что приводит к повышению внеклеточной концентрации норадреналина:34.
Наиболее характерные симптомы приёма катинонов — гипертермия, ажитация, страх и нарушения сна — длятся от 16 до 96 часов, обычно
их связывают с краткосрочным нарушением функции транспортёров дофамина и серотонина, а явления абстиненции и постабстинентной астении связывают с долгосрочной нейротоксичностью дофамина и серотонина. Несмотря на индуцированную синтетическими катинонами кратковременную потерю функции транспортёров дофамина и серотонина, стойкие нарушения были зарегистрированы только в системе серотонина:63. Через семь дней после начала введения высоких доз мефедрона линиям инбредных мышей было отмечено снижение активности транспортёров серотонина в гиппокампе и содержания серотонина на 60 % и 45 % соответственно:63-64. Исследование, проведённое на линии беспородных крыс-альбиносов Sprague-Dawley показало влияние синтетических катинонов (α-PVP и мефедрон) на снижение серотонина в миндалевидном теле, гиппокампе и префронтальной коре. При том, что указанные синтетические катиноны не влияли на уровень дофамина, несмотря на их функциональное воздействие на дофаминергическую систему:64. С нарушением функции серотининергической системы связывают многие психические и поведенческие нарушения, в частности, тревоги и расстройства настроения. Большое количество исследований показывают, что ключевые патогенетические механизмы формирования аддикции также могут быть связаны с дисрегуляцией серотонинергической системы:65.
При воздействии синтетических катинонов на организм приматов было отмечено массивное высвобождение серотонина с последующим периодом истощения и нормализации его концентрации. При длительном введении наркотика отмечались стойкие токсические изменения нервной системы с формированием угнетения функции серотонинергической системы:65. В другом исследовании был обнаружен дефицит функций памяти и способности к обучению у наркозависимых от синтетических катинонов по сравнению с контрольной группой лиц, не употребляющих синтетические катиноны, по результатам как вербальных (немедленное воспроизведение слов из списка, счёт по Крепелину), так и невербальных тестов (узнавание лиц и ассоциативное образное восприятие):65-66. При этом, было отмечено, что характер изменений исключал возможность объяснения их неспецифическими факторами, например, мотивацией испытуемого:66.
Изменения в структурных формулах синтетических катинонов вызывают изменения их психофармакологических свойств. 4-MePPP действует только как блокатор транспорта дофамина с низкой активностью в отношении транспорта серотонина. При этом 4-MEC является неселективным ингибитором транспорта дофамина, норадреналина и серотонина. Действие 4-MEC на организм человека можно назвать гибридным: выступая в роли субстрата транспорта серотонина, он одновременно является блокатором транспорта дофамина и норадреналина. α-PVP незначительно влияет на транспорт серотонина, при этом оказывая мощное действие на ингибирование аптейка катехоламинов:101.

### Фармакокинетика
Особенностью большинства синтетических наркотических средств является их быстрый и практически полный метаболизм, проходящий минимум две фазы (фаза I и фаза II), что объясняет отсутствие исходных соединений в моче и быстрое их удаление из кровяного русла. Фаза I включает в себя реакции деалкилирования и/или гидроксилирования (как моно-, так и полигидроксилирования), в результате которых образуются гидрофильные соединения, которые в дальнейшем выводятся из организма с помощью мочевыделительной системы. В результате протекания фазы II происходит связывание метаболитов фазы I и/или нативных соединений с глюкуроновой кислотой, что приводит к образованию гидрофильных глюкуронидов и выделению их из организма также с помощью мочевыделительной системы:317. Многие катиноны метаболизируются с помощью ферментов системы цитохромов P450:188, в частности фермента CYP2D6, но в метаболизме также берут участие и другие ферменты:49.

### Обнаружение в биологических жидкостях
Катиноны практически не обнаруживаются стандартными иммунологическими исследованиями, используемыми для скринингового обследования на наркотические препараты, в том числе ELISA-тестом на амфетамин. Для обнаружения катинонов обычно используют другие — более сложные, трудоёмкие, длительные и дорогие методы, главным образом это методы газово-хроматографической (ГХМС) и жидкостно-хроматографической (ЖХМС) тандемной масс-спектрометрии. Таким образом, необходимый анализ может быть выполнен только в токсикологической лаборатории или судебном медицинском учреждении:4:186:317.
Определение большинства метаболитов и/или маркёров наркотических средств, особенно синтетических катинонов, в биологических объектах (кровь, моча) с целью диагностики наркотического опьянения возможно только при использовании нескольких методов и способов подготовки проб. Для идентификации метаболитов фазы I необходимо обязательное проведение гидролиза, что значительно увеличивает длительность анализа, и последующий анализ методами газовой и жидкостной хроматографии с масс-спектрометрическим детектированием. Однако определение метаболитов фазы II (глюкуронидов) вследствие значительной молекулярной массы и малой термостабильности возможно только при использовании жидкостных хромато-масс-спектрометров. Поэтому для идентификации современных синтетических наркотических средств рекомендуется использовать два подтверждающих метода — это методы газовой и жидкостной хромато-масс-спектрометрии, что значительно повышает достоверность результатов:317.